# Pieve di Cadore
Pieve di Cadore est une commune de la province de Belluno dans la région Vénétie en Italie. C'est le village natal du peintre le Titien.

## Histoire
Victoire des Français sur les Autrichiens en 1797. 

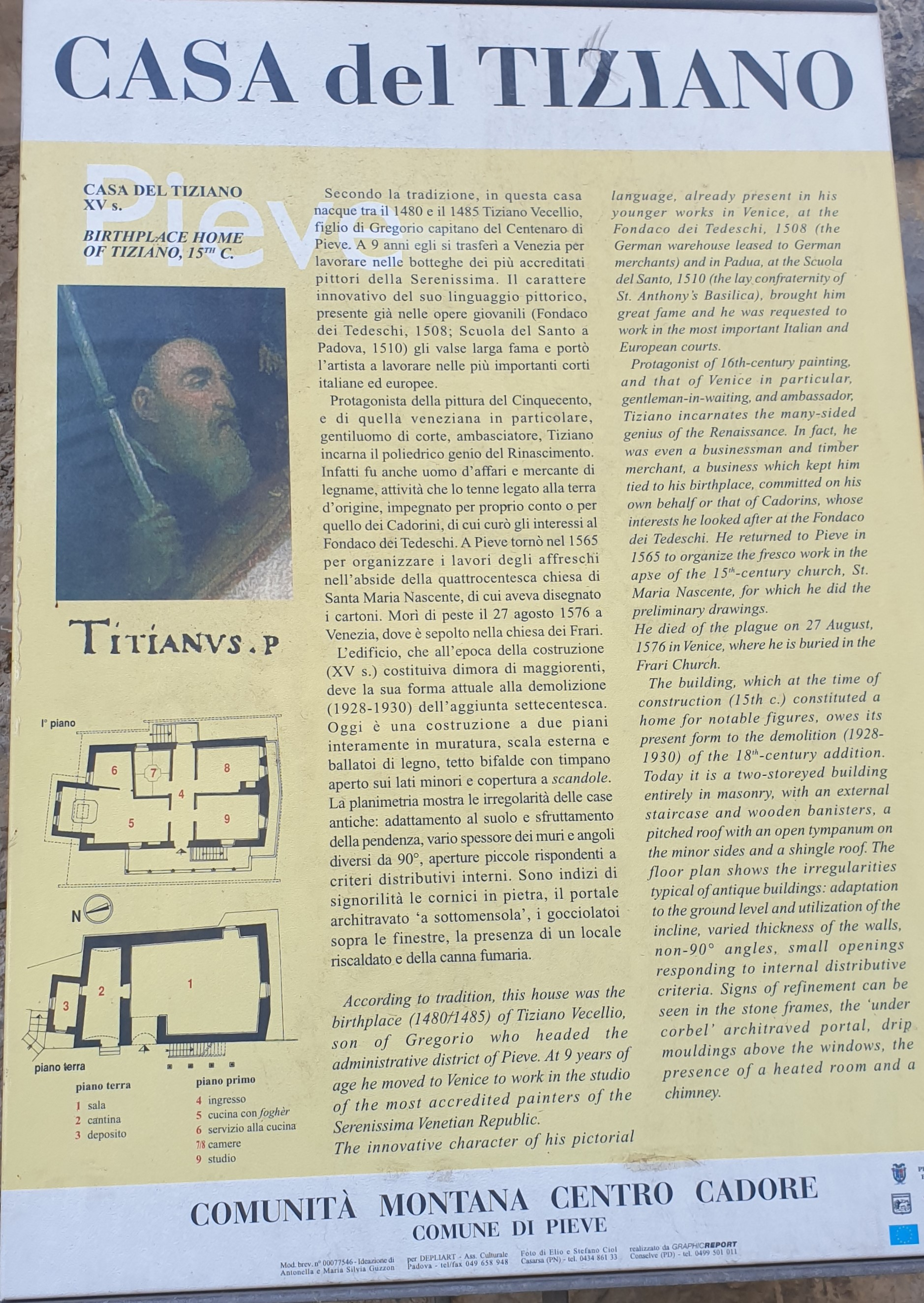
Affiche sur la maison de Tiziano Vecellio à Pieve di Cadore.

Quand le peintre Tiziano Vecellio est né vers 1480/1485, son père Gregorio était à la tête de l'administration du district de Pieve di Cadore. En 1565, Le Titien revient dans sa ville natale pour organiser et dessiner les fresques dans l'abside de l'église Santa Maria Nascente.

## Administration
| Période                                  | Période | Identité | Étiquette | Qualité |
| ---------------------------------------- | ------- | -------- | --------- | ------- |
|                                          |         |          |           |         |
| Les données manquantes sont à compléter. |         |          |           |         |

### Hameaux
Nebbiù, Pozzale, Sottocastello, Tai di cadore

### Communes limitrophes
Calalzo di Cadore, Cimolais, Domegge di Cadore, Perarolo di Cadore, Valle di Cadore, Vodo di Cadore

## Personnalités nées à Pieve di Cadore
- Tiziano Vecellio dit le Titien (1480/1485-1576), peintre
- Luigi Ciotti (1945-), prêtre ouvrier
- Roberto Menia (1961-), homme politique
- Giorgio De Bettin (1972-), joueur de hockey sur glace
- Pietro Piller Cottrer (1974-), skieur de fond
- Lisa Vittozzi (1995-), biathlète